# N894 (België)
De N894 is een gewestweg in de Belgische provincie Luxemburg. Deze weg vormt de verbinding tussen Léglise en Lacuisine.
De totale lengte van de N894 bedraagt ongeveer 21 kilometer.

## Plaatsen langs de N894
- Léglise
- Les Fossés
- Suxy
- Chiny
- Lacuisine